# Antalya (prowincja)
Antalya – prowincja w Turcji, w południowej części kraju nad Zatoką Antalya (Morze Śródziemne) ze stolicą w mieście Antalya. Graniczy z prowincjami: Mersin na wschodzie, Konya i Karaman na północnym wschodzie, Isparta i Burdur na północy oraz Muğla na zachodzie. Zajmuje powierzchnię 20 591 km², mieszka tu ponad 2 mln ludzi (stan z roku 2005). Tereny prowincji Antalya wraz z sąsiednią prowincją Muğla ze względu na swoje walory przyrodnicze i bogactwo zabytków kultury określane są mianem Riwiery Tureckiej. Prowincja Antalya obejmuje krainy historyczne: Licję, Pamfilię i Pizydię.

## Podział administracyjny
Dystrykty w prowincji:
| - Akseki - Aksu - Alanya - Demre - Döşemealtı - Elmalı - Finike - Gazipaşa - Gündoğmuş - İbradi | - Kaş - Kepez - Kemer - Konyaaltı - Korkuteli - Kumluca - Manavgat - Muratpaşa - Serik |

## Główne miasta
Główne miasta (stolice dystryktów): Akseki, Alanya, Antalya, Elmalı, Finike, Gazipaşa, Gundoğmuş, İbradı, Kale, Kaş, Kemer, Korkuteli, Kumluca, Manavgat i Serik.

## Warunki naturalne
Wybrzeża prowincji obfitują w słoneczne, piaszczyste plaże, chętnie odwiedzane przez turystów. Wnętrze lądu jest górzyste z przebiegającym tędy zachodnim odcinkiem pasma gór Taurus. Klimat śródziemnomorski.

## Atrakcje turystyczne
W regionie znajduje się wiele starożytnych ruin, a także rejonów o dużych walorach przyrodniczych. Do atrakcji turystycznych prowincji zaliczają się:
- Alanya – kurort wypoczynkowy nad Morzem Śródziemnym
- Antalya – miasto założone już w starożytności, z ruinami rzymskimi, a także zabudową bizantyjską i osmańską
- Kaş – dawna wioska rybacka, dziś miasto portowe, idyllicznie położone u stóp Taurusu nad małą zatoczką, w mieście znajduje się stanowisko archeologiczne starożytnego Antifellos
- Kursunlu – rezerwat przyrody z licznymi wodospadami
- Limyra – starożytne miasto, szczególnie znane jako nekropolia z licyjskimi grobami w skałach
- Olympos – starożytne miasto, założone przez Licyjczyków, położone u ujścia wąwozu przy plaży
- Perge – dobrze zachowane starożytne rzymskie ruiny najważniejszego z miast Pamfilii.
- Seleucja – dobrze zachowane starożytne ruiny, położone wśród piniowych lasów